# Molophilus kulshanicus
Molophilus kulshanicus là một loài ruồi trong họ Limoniidae. Chúng phân bố ở miền Tân bắc.